# Kiba Inuzuka
 (mai 2024).
Kiba Inuzuka (犬塚キバ, Inuzuka Kiba) est un personnage du manga Naruto. Toujours accompagné de son chien Akamaru, il fait partie de l'équipe 8 de Konoha, dirigée par Kurenaï, avec Hinata et Shino.

## Création et conception
Le prénom de Kiba signifie croc (牙, kiba) en japonais ; son nom de famille contient le kanji « chien » (犬, inu).

## Profil

### Histoire

Symbole du clan Inuzuka

Kiba est issu du clan Inuzuka de Konoha. Il a une grande sœur, Hana, qui est une vétérinaire et partage avec lui certaines caractéristiques physiques et physiologiques. Leur mère, Tsume, est une jōnin du village, et semble assez sévère et effrayante, ce qui a provoqué selon Kiba, le départ de leur père.
À l’académie des ninja, Kiba était avec Naruto, Shikamaru et Chôji un des « mauvais élèves » du fond de la classe.
Devenu genin, il fait partie, avec Hinata et Shino, de l'équipe 8 dirigée par Kurenaï, et considérée comme l’équipe des « pisteurs ».
Lors de la 3e épreuve de l'examen chūnin, il combat Naruto, et prend rapidement l'avantage sur lui, mais finalement, avec sa forte détermination et son cran, le héros parvient à mettre à terre Kiba. Peu après, il assiste à la dernière épreuve de l'examen en tant que spectateur avec Hinata, avec laquelle il encourage Naruto dans son combat contre Neji. Il est ensuite endormi par Kabuto et ne peut assister à l’invasion sur Konoha et à la mort du 3e Hokage.
Après l’accession de Tsunade au poste de Hokage, il est envoyé en mission pour poursuivre Sasuke, avec Chôji, Naruto, Neji et Shikamaru. Durant le trajet, il fait face aux frères Sakon et Ukon ; au terme d'un combat périlleux, durant lequel toutes ses techniques en duo avec Akamaru sont presque inefficaces ; grièvement blessé, il est sauvé miraculeusement de leurs griffes par Kankurô, et soigné à Konoha ; Akamaru, blessé aussi, est soigné par Hana. Il décide alors de s'améliorer et de maîtriser des techniques plus puissantes de son clan afin de rattraper Naruto.
Devenu chūnin dans la seconde partie du manga, il fait quelques apparitions, tantôt lors des funérailles de Asuma Sarutobi, tué par Hidan ; lors de l'invasion de Pain, à la suite de laquelle il salue l’exploit de Naruto sans aucune jalousie, et lors du conseil des cinq kage où il accompagne Sakura avec Lee et Saï dans leur tentative pour arrêter Sasuke. 
Il participe également à la quatrième grande guerre ninja déclarée par Tobi lors du conseil des cinq Kage, durant laquelle il fait partie de la division des forces spéciales, dirigée par Mifune. Lorsque Naruto arrive sur le champ de bataille, il essaye de se surpasser pour lui montrer qu'il n'est plus à la traîne. Par la suite, ils vont lui prêter main-forte dans son combat contre Obito et Madara Uchiwa. Avec ses camarades, hormis Neji (tué par Jûbi), ils manipulent les « Orbes tourbillonnants » destinés à frapper Obito, devenu l’hôte de Jûbi.
Lorsque les « Arcanes lunaires Infinis » sont activés, il est pris dans une illusion où il se voit devenir Hokage, et déclare la mise en place d'un jour férié pour les chiens. Il en est libéré grâce à Naruto et Sasuke, et apparaît aux côtés de Shino et des autres lors des funérailles de Neji. 
Dans une histoire du Rai no Sho (fanbook distribué lors de l'exposition Naruto de 2015), présentée du point de vue d'Akamaru, Kiba rencontre Tamaki, la petite fille de la grand-mère aux chats Neko-baa. Ils tombent amoureux l'un de l'autre, au grand damn du chien. Dans l'arc Konoha Shinden de l'anime Boruto, ils vivent toujours en couple avec plusieurs chiens et chats, dont un chiot qui ressemble beaucoup à Akamaru, qui a lui-même beaucoup vieilli. Il travaille comme enquêteur au Département de Police de Konoha.

### Personnalité
Kiba a une assez haute opinion de lui-même. Il a un caractère « grande gueule » et débonnaire. Au premier abord, il n'aime pas Naruto qu’il prend pour un perdant imbu de lui-même, mais il change d’avis à la suite de son combat contre lui lors des matchs préliminaires à la 3e épreuve de l’examen pour devenir chūnin, et le considère dès lors comme un rival à surpasser.
Malgré son caractère, Kiba est quelqu'un qui se préoccupe des autres. Dans son équipe, il se montre attentionné, voire protecteur envers Hinata, et est aussi très soucieux de la santé de son animal. Lors des débuts de leur équipe, il est en rivalité avec son coéquipier Shino, Kiba se prenant pour le leader de l’équipe, ce qui agace Shino ; cela ne les empêche pas de se respecter mutuellement et de travailler ensemble. Il n’hésite pas non plus à taquiner Hinata, ayant remarqué les sentiments qu'elle nourrit à l'égard de Naruto.
Kiba n'est pas du genre à réfléchir beaucoup avant un combat, mais plutôt à foncer sur l’adversaire tête baissée dès qu'il entrevoit une ouverture. Malgré cette spontanéité, il est capable, au cours du combat, d’élaborer des stratégies et de contrer celles de son adversaire, comme il le montre lors de ses combats contre Naruto, et contre Sakon et Ukon. Il n'hésite pas à mettre sa vie en péril, et ira même jusqu'à s’auto-poignarder pour se débarrasser d’Ukon, qui avait fusionné avec son corps.
Après trois années d'entraînement, Kiba a fait énormément de progrès. Il a surtout amélioré son flair, mais son caractère et son style de combat n'ont pas changé, même si son tempérament s'amoindrit au fur et à mesure. Dans l'épisode La décision de Kiba, il décide de prendre Naruto comme modèle de progression et de, comme il le dit lui-même, « devenir un imbécile ». Durant la guerre, il se fixe comme objectif de devenir Hokage, mais y renonce quand Naruto obtient le poste.

### Capacités
Le clan des Inuzuka est un clan de dresseurs de chiens. Ils sont également connus pour l'utilisation de leur odorat pour pister la trace de l'ennemi. Leurs chiens de compagnie sont des animaux dressés pour le combat et l’exécution de techniques combinées.

#### Akamaru
Pour les articles homonymes, voir Akamaru (homonymie).
Kiba est le maître d’Akamaru, un chien blanc aux yeux constamment fermés, pouvant ressentir le chakra et combattre à ses côtés. Ses techniques lui permettent d'éveiller ses sens et de devenir mi-bête mi-humain, et la plupart des techniques de combat de Kiba incluent Akamaru comme partenaire. Akamaru signifie « petite boule rouge » en français 赤 (aka : rouge) ; ce nom vient du fait que sa fourrure devient rouge lorsqu’il avale une pilule du soldat.
Dans la première partie du manga, Akamaru se tient sur la tête de Kiba, ou même dans son pull au niveau de son torse, mais dans la seconde partie, Kiba chevauche Akamaru, ce qui semble interloquer Naruto. Akamaru est très attaché à Kiba et semble le comprendre, répondant par de brefs aboiements lorsque ce dernier lui parle.
Akamaru tient parfois lieu de conscience à Kiba, allant même jusqu’à le mordre ou l’entraîner de force, lorsqu’il estime que son maître fait de mauvais choix.
- Âge : 3-4 ans[DB 4],[DB 5] (partie I) ; 7 ans[DB 6] (partie II)
- Taille : 29,1 cm[DB 5] (Partie I) ; 127,2 cm[DB 6] (Partie II)
- Poids : 5,3 kg[DB 5] (Partie I) ; 80,5 kg[DB 6] (Partie II)
- Anniversaire : 7 juillet[DB 4]

##### Techniques
- Marquage du territoire (ダイナミックマーキング, Dainamikku mākingu[片仮名 1]?)[DB 7]
Akamaru saute, et envoie de l’urine sur un ou plusieurs adversaires en tournant sur lui-même, ce qui permet de les « marquer » pour utiliser des techniques offensives où leur champ de vision est limité, comme la « Morsure du loup ».
L’urine d’Akamaru ayant des propriétés corrosives, si elle atteint les yeux d’un opposant, celui-ci doit trouver de l’eau pour se les nettoyer, et est aveuglé un certain temps.

### Évolution

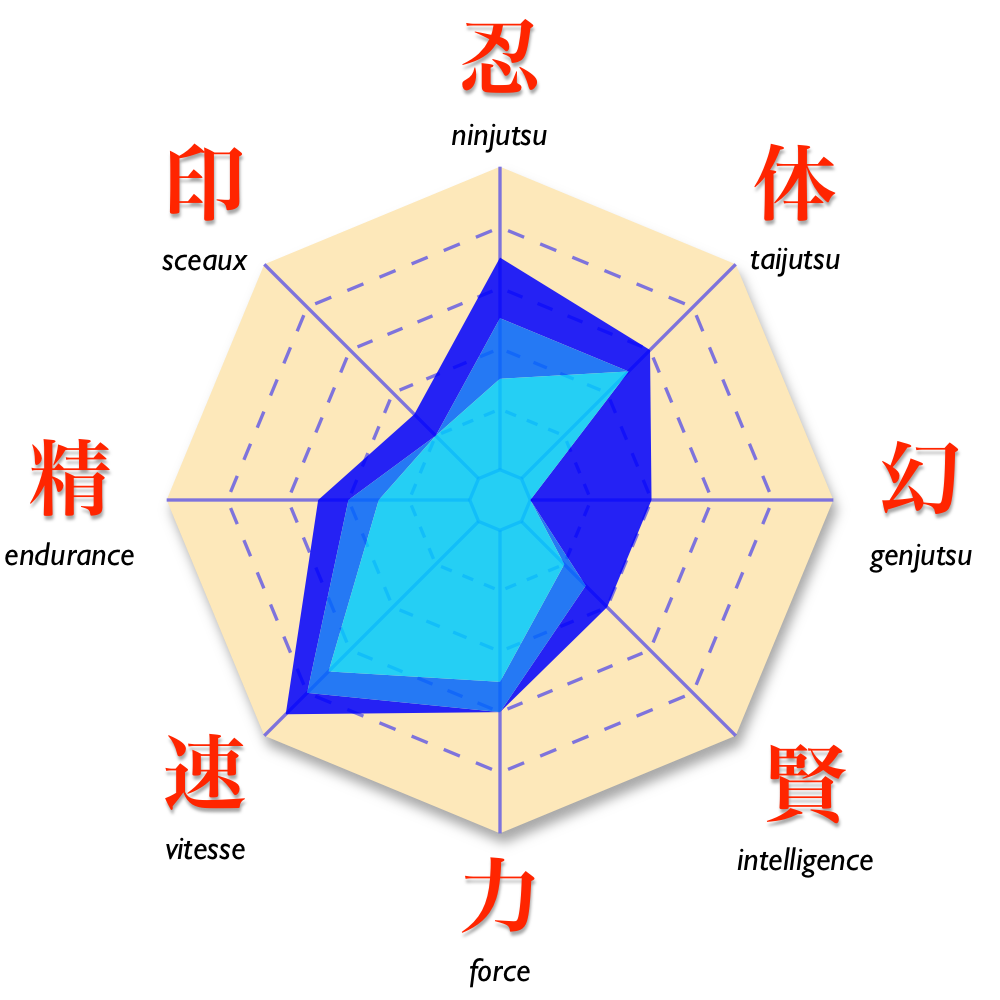
Les points forts de Kiba sont la vitesse, la force et le taijutsu, mais il améliorera ses performances en ninjutsu et genjutsu au cours du manga.
Milieu partie I
Fin partie I
Milieu partie II

|                  | Capacités | Âge    | Niveau        | Taille   | Poids   | Missions                                  |
| ---------------- | --------- | ------ | ------------- | -------- | ------- | ----------------------------------------- |
| Milieu Partie I  | 34 %      | 12 ans | Genin (下忍)  | 151,2 cm | 43,3 kg | - S — 0 - A — 0 - B — 0 - C — 3 - D — 5   |
| Fin Partie I     | 41 %      | 13 ans | Genin (下忍)  | 152,5 cm | 44,7 kg | - S — 0 - A — 1 - B — 0 - C — 4 - D — 7   |
| Milieu Partie II | 55 %      | 16 ans | Chūnin (中忍) | 169,1 cm | 52,5 kg | - S — 0 - A — 2 - B — 8 - C — 19 - D — 21 |

## Apparition dans les autres médias
Kiba apparaît dans plusieurs hors-série (filler) de l’anime, où ses relations avec les autres membres de l’équipe 8 et Naruto sont développées. L’épisode hors-série no 240 de Naruto Shippūden, lui est entièrement consacré (La Détermination de Kiba).
Il est également un protagoniste secondaire dans plusieurs films basés sur la licence de la série, et un personnage jouable dans plusieurs des jeux vidéo.
Inurruta Simba avec Kakamaru sont des parodies de Kiba avec son chien dans la bande dessinée, Raruto.

## Techniques

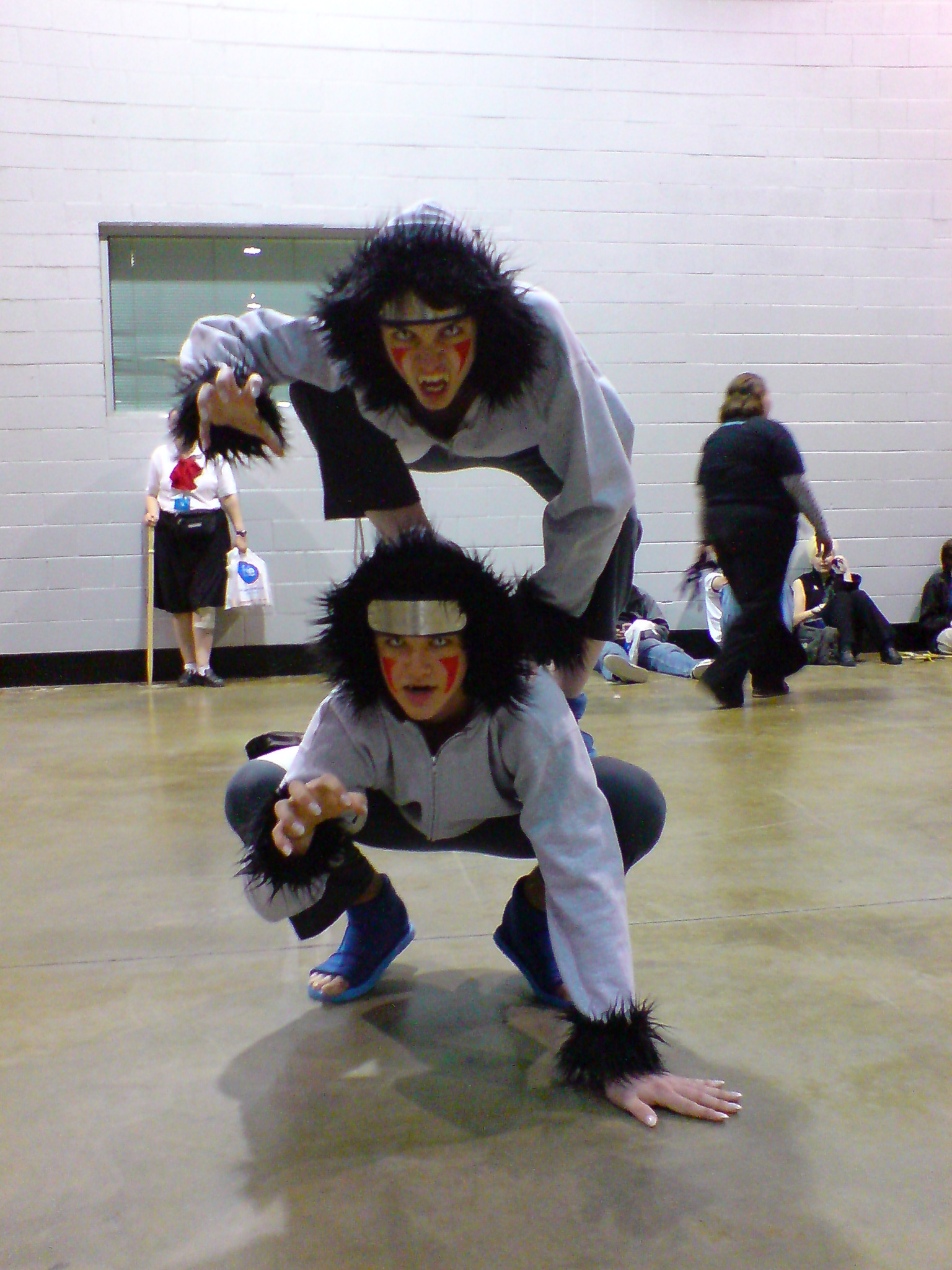
Cosplayers jouant les « Hommes bêtes enragés » à l’Anime Central en 2008.

- La voie de la bête, la danse du chien (四脚の術, Shikyaku no Jutsu?)[DB 8] — rang D
Kiba s’enveloppe de chakra et prend une apparence bestiale : des griffes lui poussent, ses canines s’allongent, il se déplace à quatre pattes, est bien plus puissant, agile et rapide ; ses sens et ses réflexes sont plus développés et les attaques portées sont plus basées sur l’instinct.
Note : dans l’anime, cette technique a un préfixe : « art ninja des bêtes » (擬獣忍法, Gijū ninpō?).
- Les hommes-bêtes enragés (獣人分身, Jūjin bunshin?)[DB 9] — rang D
Combinaison de deux transformations : Kiba prend son apparence bestiale, et de son côté, Akamaru utilise l’« art ninja des humains » (擬人忍法, Gijin ninpō?) pour avoir la même apparence que Kiba transformé.
Note : le nom original laisse entendre que c’est une technique de clonage (分身, bunshin?), mais dans le film Naruto Shippuden : La Flamme de la volonté, cette technique est nommée « Transformation en hommes bêtes » (獣人変化, Jūjin henge?), la classant dans les techniques de transformation (変化, henge?).
- La morsure de l’homme-bête (牙通牙, Gatsūga?)[DB 10] — rang C
Kiba et Akamaru sous leur forme hommes bêtes tournent eux-mêmes comme des tornades et s’élancent pour perforer leur cible.
Note : dans l’anime, cette technique a un préfixe : Taijutsu secret des hommes bêtes (獣人体術奥義, Jūjin Taijutsu Ōgi?).
  - Les crocs lacérants (通牙, Tsūga?)[DB 11] — rang D
Kiba seul tourne sur lui-même comme une tornade et s’élance pour perforer sa cible.
- Art des Inuzuka, métamorphone combinée - Le loup bicéphale (犬塚流・人獣混合変化・双頭狼, Inuzuka Ryū - Jinjū konbi henge - Sōtōrō?)[DB 12] — rang B
Kiba et Akamaru se transforment en un grand loup blanc à deux têtes. Leur vitesse de rotation est tellement rapide que leur champ de vision devient nul, nécessitant l’usage du « Marquage du territoire » d’Akamaru.
- La morsure du loup (牙狼牙, Garōga?)[DB 13] — rang B
Une « Morsure de l’homme-bête » très puissante sous la forme du loup à deux têtes.
  - La grande morsure du loup bicéphale (超牙狼牙, Chō garōga?)
Une « Morsure du loup » plus puissante que la normale et plus dévastatrice, capable de détruire entièrement trois Remparts, invocation des frères jumeaux, Sakon et Ukon.
- Art des Inuzuka, métamorphone combinée - Le loup tricéphale (犬塚流・人獣混合変化・三頭狼, Inuzuka Ryū - Jinjū konbi henge - Santōrō?)[1]
Kiba crée un clone de l’ombre, puis se transforme avec Akamaru en un grand loup blanc à trois têtes.
- Dents des crocs tronçonnants (牙牙転牙, Gagatenga?)[1]
Sous la forme du loup tricéphale, Kiba et Akamaru se transforment en une scie circulaire géante tournoyant et tronçonnant tout sur son passage.

### Jeux vidéo
- Les crocs célestes (天双牙, Tensōga?)[2]
Kiba et Akamaru exécutent chacun la morsure de l'homme depuis les airs et coordonnent leurs crocs en une unique énorme qui dévore entièrement l'adversaire.

### Databook
1. 1 2 3 4 5  (ja) 1er Databook officiel, p. 24-25
2. 1 2 3 4  (ja) 2d Databook officiel, p. 22-23
3. 1 2 3 4  (ja) 3e Databook officiel, p. 20-21
4. 1 2  (ja) 1er Databook officiel, p. 15
5. 1 2 3  (ja) 2d Databook officiel, p. 15
6. 1 2 3  (ja) 3e Databook officiel, p. 15
7. ↑  (ja) 2d Databook officiel, p. 244
8. ↑  (ja) 1er Databook officiel, p. 189
9. ↑  (ja) 1er Databook officiel, p. 195
10. ↑  (ja) 1er Databook officiel, p. 173
11. ↑  (ja) 2d Databook officiel, p. 250
12. ↑  (ja) 2d Databook officiel, p. 234
13. ↑  (ja) 2d Databook officiel, p. 208

### Équivalentskatakana
1. ↑  Dynamic marking (ダイナミックマーキング, Dainamikku mākingu?)